# Lydia Azout
Lydia Azout (Bogotá, 1942 ) es una escultora reconocida por trabajar con el hierro en dónde combina figuras geométricas creando escultura de gran formato inspiradas en la naturaleza en donde el espectador puede interactuar con la obra.

## Biografía
Lydia Azout en 1970 empezó a estudiar en el taller de David Manzur. En 1981 estudio en Italia con Luis Camnitzer y en 1988 realizó se formó en el estudio del mármol y la piedra en Pietrasanta en Italia en el Instituto Di Marmo e D’Arte. Tomó la decisión de no cursar estudios universitarios para dedicarse a la crianza de sus hijos, sin embargo, a la edad de 32 fundó su primer taller de artista.
La carrera de Lydia Azout inició a finales de la década de los setenta con su exposición individual titulada “Fragmentos”, esta exposición se realizó en la Biblioteca Luis Ángel Arango. En 1984 expuso por primera vez en la Galería Alonso Garcés en Bogotá.

## Obra
Durante la primera etapa de su obra utiliza de madera, la cabuya de fique, piedra y mármol.En la década de los noventa empieza a usar materiales como el hierro, acero oxidado, acero corten, acero inoxidable, lo que le permitió crear obras de gran formato de carácter escultórico e instalativo en las cuales los espectadores pueden interactuar, creando una experiencia dirigida hacia los sentidos.Uno de los temas principales abordados en su obra es la interacción con la naturaleza en la cual encuentra fuerzas y energías que vinculan la espiritualidad con la geometría

A pesar de haber sido aprendiz de David Manzur y Luis Camnitzer, se distancia de estos en las nociones sobre la "belleza" del primero y la "inteligencia" del segundo. A propósito de estas posturas, decide encontrar una forma propia de trabajar con el hierro y proponer los que ella considera "arte directo":
“Me gusta el arte directo; ver lo que estoy haciendo. Y eso me lo dan el hierro, la soldadura, los moldes; tengo –eso sí– dos reglas inquebrantables: que cada obra pueda desarmarse y que cada pieza pueda levantarse entre máximo cuatro personas. La segunda: que nunca haya el más mínimo peligro”. 
Dentro de su proceso creativo desarrolla la escritura de un diario en el que registra sus vivencias, ideas y recorridos, que después junto a sus ayudantes en su taller traduce en maquetas que poco a poco empiezan a tomar un gran formato. Sobre esto anota:
“Duermo con él; anoto cosas espontaneas, ideas que se me vienen a la cabeza. Hago rayones, pero no logró expresar el total de la complejidad de mis proyectos en el papel. Solo los tengo completos en la cabeza” 

## Obras destacadas
- 1984 – Espacios Controlados[2]
- 1986 – Fuerzas Agustinianas
- 1986 – 2017 – 360º de visión estética
- 1995 – Serie soles
- 1997 – Fuerza Femenina
- 1999 – Resonancias
- 2017 – Umbrales
- 2019 – Estructura del vacío
- 2023 – Esencia … Tierra[2]